# Passacaille et fugue en do mineur
 (février 2025).
La Passacaille et Fugue en ut mineur, BWV 582, est une œuvre pour orgue de Johann Sebastian Bach, composée entre 1706 et 1713 et tirée d'un thème d'André Raison. 

## Historique
La date de composition précise de l’œuvre n'est pas connue, mais les sources disponibles s'accordent sur une période comprise entre 1706 et 1713. Il est possible que la pièce ait été composée à Arnstadt peu après le retour de Bach de Lübeck , ville où Bach aurait étudié les œuvres en ostinato de Buxtehude.

## Source

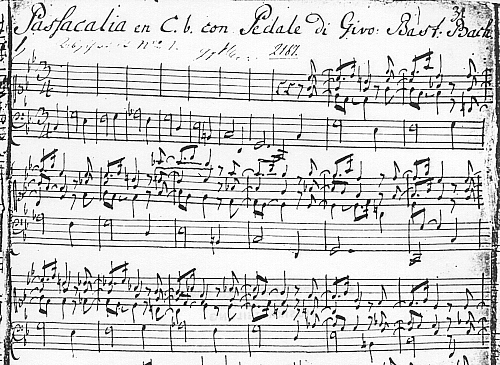
Première page d'une copie de la passacaille

## Analyse

### La passacaille
L'ouverture de la passacaille, (une sorte d'ostinato), est un thème de huit mesures dont la première moitié provient d'une messe pour orgue d'André Raison, le Trio en Passacaille de son Premier livre d'orgue..
Ce thème est répété vingt et une fois et est utilisé comme structure pour une série de variations décrites par Robert Schumann comme « si ingénieusement entremêlées qu'on ne cesse jamais d'en être étonné ».
Ces 21 variations se composent de 7 groupes de 3 variations qui symbolisent chacune un temps liturgique : l'attente, la naissance, l'enseignement, la passion, la mort, la résurrection et la vie éternelle.
Le chiffre 3, c'est la Trinité que l'on va retrouver dans la fugue. D'ailleurs, la mesure est à 3 temps.

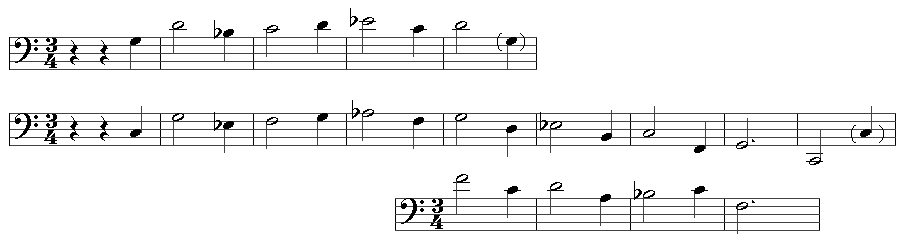
L'ostinato de la passacaille se situe au centre ; le thème original d'André Raison est au-dessus (Trio en passacaille) et en dessous (Trio en chaconne). Bien que le thème de Bach ne soit pas identique au Trio en chaconne, ils partagent tous les deux une construction similaire et la même quinte conclusive.

### La fugue
La fugue est basée sur la première moitié du thème précédent, combiné à deux contre-sujets. Pour G. Hoffman, la fugue « ramène la passacaille des passacailles à la fonction d'ouverture ». 
Cette réutilisation du même thème dans le prélude et dans la fugue est rare dans l'œuvre de Bach (bien que l'une des deux Toccata et Fugue en ré mineur, qui lui est attribuée, utilise également cette connexion entre le prélude et la fugue).
Les 3 sujets (sujet principal et 2 contre-sujets) représentent le Père, en valeurs longues, le fils en sujet descendant, et l'Esprit Saint, très mobile.
Les trois sujets sont exploités de façon de plus en plus serrée, et le thème du Père embrasse à la fin l'ensemble par une exposition dans l’aigu et dans le grave.
Le dernier accord n'utilise que les fondamentales de l'Ut 0.

## Transcriptions
La passacaille a été transcrite pour orchestre par Leopold Stokowski, Ottorino Respighi, René Leibowitz, Eugene Ormandy, Andrew Davis et Tomasz Golka, mais aussi pour piano par plusieurs compositeurs ou pianistes, parmi lesquels Eugen d'Albert, Georgy Catoire, Max Reger (version pour deux pianos), Fazil Say, Krystian Zimerman et Awadagin Pratt.

## Réinterprétations
- Un arrangement de certaines parties de cette passacaille est présent deux fois dans la séquence du baptême du film Le Parrain, avec d'autres pièces pour orgue, dont la fin du Prélude BWV 532 qui conclut la séquence.
- Une petite partie d'une transcription pour piano est jouée par Angela Hewitt dans La Vie aquatique.
- Le compositeur français Michel Colombier a réalisé une adaptation et une transcription orchestrale de ce morceau pour illustrer une musique de ballet dans le film Soleil de nuit de Taylor Hackford[3].
- Une surprenante interprétation de cette œuvre complexe a été enregistrée par le flûtiste Hubert Laws en 1973 dans son album live Carnegie Hall (chez CTI Records) avec la pianiste Bob James et le bassiste solo Ron Carter.

## Réception
Elle est jugée par l'organiste américain E. Power Biggs comme un travail de logique musical persuasif et raisonné. 